# Bentley Ball
Bentley Ball (geb. vor 1918 in Virginia; gest. nach 1919) war ein US-amerikanischer Sänger, der hauptsächlich an verschiedenen Colleges auftrat. 1919 veröffentlichte er als erster Künstler kommerzielle Aufnahmen des traditionellen Liedguts der Cowboys.

## Leben
Über Bentley Balls Leben ist – abgesehen davon, dass er in Virginia geboren wurde – wenig bekannt. Sicher ist nur, dass er hauptberuflich für die „Underwood Typewriter Company “als Schreibmaschinenvertreter arbeitete. Daneben gab er auch Kurse im Maschinenschreiben, die er durch musikalische Darbietungen mit Gesang und Gitarre auflockerte. Sein Repertoire umfasste
dabei vor allem patriotische Lieder, Minstrels und Spirituals, aber auch traditionelle folk songs aus den Appalachen, sowie einige Cowboy-Titel.
In seiner Freizeit gab er auch Konzerte, die meisten davon an verschiedenen Colleges an der amerikanischen Ostküste. In den Jahren 1918 und 1919 nahm er für Columbia Records insgesamt 14 Lieder auf, die im Katalog des Labels als „probably the most authentic collection of genuine American Folk Songs ever collected“ beworben wurden. Unter diesen Aufnahmen befanden sich auch die Cowboy-Titel Jesse James und The Dying Cowboy, auch bekannt als Bury Me Not On The Lone Prairie. Diese gelten als erste kommerzielle Aufnahmen der überlieferten Lieder, die sich mit dem Leben der amerikanischen Cowboys auseinandersetzen und aus denen sich später das Genre der Western Music entwickeln sollte.

## Vermächtnis
Balls Aufnahmen waren nicht sehr erfolgreich und gerieten schnell wieder in Vergessenheit. Deshalb werden oft Sänger wie Carl T. Sprague, der den ersten Hit mit einem Cowboy-Titel hatte, oder Jules Verne Allen, „The Original Singing Cowboy“ als erste Vertreter des Genres genannt. Seine Aufnahmen sind jedoch aufgrund ihrer thematischen Vielfalt für Historiker von großem Interesse und wurden immer wieder auf verschiedenen Samplern veröffentlicht, unter anderem von der Smithsonian Institution.
Für Fans der Singenden Cowboys ist Ball aufgrund seines Pionierstatus interessant, er gilt jedoch selbst nicht als Singender Cowboy. Seine Aufnahmen unterscheiden sich in ihrer Art teilweise erheblich von anderen Aufnahmen aus der Frühzeit des Genres. Während bei letzteren vor allem Wert auf – echte oder zumindest vorgebliche – Authentizität gelegt wurde, singt Ball auf eine artikulierte Weise, die eher an ein klassisches Konzert als an einen Viehtrieb erinnert. Außerdem wird er bei diesen Aufnahmen am Klavier begleitet, während ansonsten nur Instrumente verwendet wurden, die man mit Pferd und Planwagen transportieren konnte. Ball wird daher vielmehr als Beispiel für die sich vermischenden Einflüsse östlicher und westlicher Musik gesehen, die sich in den 1920er-Jahren oft in sog. college ballad recitals niederschlugen.